# سیدی بومدین (تموشنت)
سیدی بومدین (تموشنت) (به عربی: سيدي بومدين) یک شهرداری در الجزایر است که در استان عین تموشنت واقع شده‌است. سیدی بومدین ۴۹٫۱۲ کیلومتر مربع مساحت و ۳٬۳۸۱ نفر جمعیت دارد.